# Борова (Трнава)
Борова (слч. Borová) насељено је мјесто са административним статусом сеоске општине (слч. obec) у округу Трнава, у Трнавском крају, Словачка Република.

## Становништво
| Година:    | 1994. | 2004.    | 2014.    | 2024.    |
| ---------- | ----- | -------- | -------- | -------- |
| Број људи: | 300   | 347      | 408      | 454      |
| Разлика:   |       | +15,66 % | +17,57 % | +11,27 % |

| Година:    | 2023. | 2024.   |
| ---------- | ----- | ------- |
| Број људи: | 457   | 454     |
| Разлика:   |       | -0,65 % |

Према подацима о броју становника из 2024. године насеље је имало 454 становника.